# Circonscription d'Adélaïde
La circonscription d'Adélaïde est une circonscription électorale australienne en Australie-Méridionale. Elle a été créée en 1903 et porte le nom de la ville.
Elle comprend actuellement le centre-ville, les localités de la proche banlieue, au nord de Blair Athol, Enfield, Prospect, Renown Park et Walkerville, et au sud de Black Forest, Fullarton, Goodwood et Unley.
Pendant la plus grande partie de son histoire, elle a été un siège sûr pour le Parti travailliste mais elle a été détenue par le Parti libéral de 1993 à 2004.

## Représentants
| Nom               | Parti            | Période de mandat |
| ----------------- | ---------------- | ----------------- |
| Charles Kingston  | Protectionniste  | 1903–1908         |
| Ernest Roberts    | Travailliste     | 1908–1913         |
| Edwin Yates       | Travailliste     | 1914–1919         |
| Reginald Blundell | Nationaliste     | 1919–1922         |
| Edwin Yates       | Travailliste     | 1922–1931         |
| Fred Stacey       | United Australia | 1931–1943         |
| Cyril Chambers    | Travailliste     | 1943–1958         |
| Joe Sexton        | Travailliste     | 1958–1966         |
| Andrew Jones      | Libéral          | 1966–1969         |
| Chris Hurford     | Travailliste     | 1969–1988         |
| Michael Pratt     | Libéral          | 1988–1990         |
| Bob Catley        | Travailliste     | 1990–1993         |
| Trish Worth       | Libéral          | 1993–2004         |
| Kate Ellis        | Travailliste     | 2004–2019         |
| Steve Georganas   | Travailliste     | 2019–en cours     |

## Résultats
| Parti                            | Parti                        | Candidat                     | Voix    | %     | ±     |
| -------------------------------- | ---------------------------- | ---------------------------- | ------- | ----- | ----- |
|                                  | Travailliste                 | Steve Georganas              | 45 086  | 39,98 | −0,29 |
|                                  | Libéral                      | Amy Grantham                 | 36 080  | 32,00 | −4,16 |
|                                  | Verts                        | Rebecca Galdies              | 22 666  | 20,10 | +4,38 |
|                                  | Une nation                   | Gayle Allwood                | 3 376   | 2,99  | +2,99 |
|                                  | UAP                          | Sean Allwood                 | 3 055   | 2,71  | −0,54 |
|                                  | Fusion                       | Matthew McMillan             | 1 631   | 1,45  | +1,45 |
|                                  | Fédération                   | Faith Gerhard                | 870     | 0,77  | +0,77 |
| Total des suffrages exprimés     | Total des suffrages exprimés | Total des suffrages exprimés | 112 764 | 96,21 | −0,09 |
| Votes nuls                       | Votes nuls                   | Votes nuls                   | 4 438   | 3,79  | +0,09 |
| Participation                    | Participation                | Participation                | 117 202 | 90,18 | −1,34 |
| Résultat de préférence bipartite |                              |                              |         |       |       |
|                                  | Travailliste                 | Steve Georganas              | 69 816  | 61,91 | +3,73 |
|                                  | Libéral                      | Amy Grantham                 | 42 948  | 38,09 | −3,73 |
|                                  | Travailliste retenir         | Travailliste retenir         | Swing   | +3,73 |       |